# Jingtai
Jingtai, tidigare stavat Kingtai, är ett härad inom Baiyins stad på prefekturnivå i provinsen Gansu i nordvästra Kina.
Jingtai är indelat i åtta köpingar, tre socknar och en administrativ enhet på sockennivå).
Köpingar (zhen):

- Caowotan (草窝滩镇)
- Hongshui (红水镇)
- Luyang (芦阳镇)
- Shangshawo (上沙沃镇)
- Xiquan (喜泉镇)
- Yitiaoshan (一条山镇)
- Zhenglu (正路镇)
- Zhongquan (中泉镇)

Socknar (xiang):

- Manshuitan (漫水滩乡)
- Sitan (寺滩乡)
- Wufo (五佛乡)

Område på sockennivå:
- Tiaoshanji Tuan (条山集团)